# Bandas de frecuencia

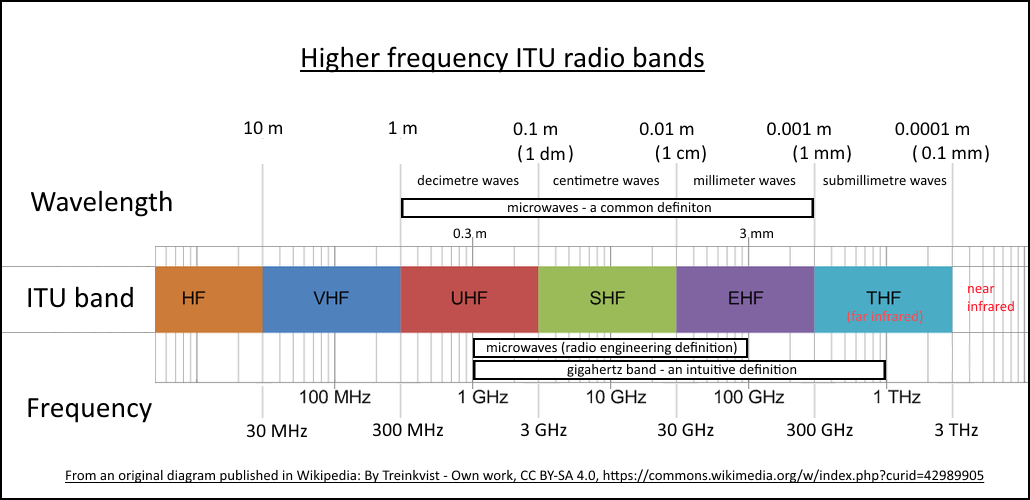
Bandas de radiofrecuencia definidas por la UIT.

Las bandas de frecuencia son intervalos de frecuencias del espectro electromagnético asignados a diferentes usos dentro de las radiocomunicaciones. Su uso está regulado por la Unión Internacional de Telecomunicaciones y puede variar según el lugar. El espacio asignado a las diferentes bandas abarca el espectro de radiofrecuencia y está dividido en sectores.

## Por frecuencia
Una banda de radiofrecuencia es una pequeña sección de frecuencias del espectro radioeléctrico utilizada en comunicaciones por radio, en la que los canales de comunicación se utilizan para servicios similares con el fin de evitar interferencias y permitir un uso eficiente del espectro. Por ejemplo, radiodifusión, telefonía móvil o radionavegación, se colocan en rangos de frecuencias no solapados. Cada una de estas bandas tiene una asignación de frecuencias que determina cómo se utiliza y se comparte para evitar interferencias entre canales y especificar el protocolo de comunicación que permita la comunicación entre el emisor y el receptor.
Por encima de los 300 gigahercios, la absorción de la radiación electromagnética por la atmósfera (debido principalmente al ozono, vapor de agua y dióxido de carbono) es tan grande que resulta opaca a las emisiones electromagnéticas, hasta que se vuelve nuevamente transparente cerca del infrarrojo y en los rangos de la luz visible.
El espectro radioeléctrico se separa en bandas según la longitud de onda (λ) en divisiones de 10M metros, o frecuencias de 3×10N hercios (c = λ·f). Por ejemplo, 30 MHz, o 10 m, divide la banda de onda corta de la de frecuencia muy alta (de menor longitud de onda y mayor frecuencia).
| Banda                                       | Abreviatura | UIT | Frecuencia y longitud de onda (aire) | Ejemplos de uso |
| ------------------------------------------- | ----------- | --- | ------------------------------------ | --- |
| Frecuencia tremendamente baja               | TLF         |     | < 3 Hz > 100,000 km                  | Frecuencia en la que trabaja la actividad neuronal |
| Frecuencia extremadamente baja              | ELF         | 1   | 3–30 Hz 100,000 km – 10,000 km       | Actividad neuronal, comunicación con submarinos |
| Frecuencia superbaja                        | SLF         | 2   | 30–300 Hz 10,000 km – 1000 km        | Comunicación con submarinos |
| Frecuencia ultrabaja                        | ULF         | 3   | 300–3000 Hz 1000 km – 100 km         | Comunicación con submarinos, comunicaciones en minas a través de la tierra |
| Frecuencia muy baja                         | VLF         | 4   | 3–30 kHz 100 km – 10 km              | Radioayuda, señales de tiempo, comunicación submarina, pulsómetros inalámbricos, Geofísica |
| Frecuencia baja u onda larga                | LF          | 5   | 30–300 kHz 10 km – 1 km              | Radioayuda, señales de tiempo, radiodifusión en AM (onda larga) (Europa y partes de Asia), RFID, radioafición |
| Frecuencia media u onda media               | MF          | 6   | 300–3000 kHz 1 km – 100 m            | Radiodifusión en AM (onda media), radioafición, balizamiento de aludes |
| Frecuencia alta u onda corta                | HF          | 7   | 3–30 MHz 100 m – 10 m                | Radiodifusión en onda corta, banda ciudadana y radioafición, comunicaciones de aviación sobre el horizonte, RFID, radar, comunicaciones ALE, comunicación cuasi-vertical (NVIS), telefonía móvil y marina                                                                                               |
| Frecuencia muy alta                         | VHF         | 8   | 30–300 MHz 10 m – 1 m                | FM, televisión, comunicaciones con aviones a la vista entre tierra-avión y avión-avión, telefonía móvil marítima y terrestre, radioaficionados, radio meteorológica |
| Frecuencia ultraalta                        | UHF         | 9   | 300–3000 MHz 1 m – 100 mm            | Televisión, hornos microondas, comunicaciones por microondas, radioastronomía, telefonía móvil, redes inalámbricas, Bluetooth, ZigBee, GPS, comunicaciones uno a uno como FRS y GMRS, radioafición |
| Frecuencia superalta                        | SHF         | 10  | 3–30 GHz 100 mm – 10 mm              | Radioastronomía, comunicaciones por microondas, redes inalámbricas, radares modernos, comunicaciones por satélite, televisión por satélite, DBS, radioafición |
| Frecuencia extremadamente alta              | EHF         | 11  | 30–300 GHz 10 mm – 1 mm              | Radioastronomía, transmisión por microondas de alta frecuencia, teledetección, radioafición, armas de microondas, escáner de ondas milimétricas |
| Terahercios o Frecuencia tremendamente alta | THz or THF  | 12  | 300–3,000 GHz 1 mm – 100 μm          | Radiografía de terahercios – un posible substituto para los rayos X en algunas aplicaciones médicas, dinámica molecular ultrarrápida, física de la materia condensada, espectroscopía mediante terahercios, comunicaciones/computación mediante terahercios, teledetección submilimétrica, radioafición |

### UIT
El espectro de bandas de radiofrecuencia es determinado por la UIT (Unión Internacional de Telecomunicaciones). Las bandas UIT de radio se establecieron en las Regulaciones de Radio en el Artículo 2, provisión n.º 2.1 que determina que "el espectro radioeléctrico se divide en 9 bandas de frecuencias, identificadas con números enteros progresivos de acuerdo a las siguiente tabla".
La tabla se desarrolló según la recomendación de la IV Reunión de la CCIR, mantenida en Bucarest en 1937, fue aprobada por la Conferencia Internacional de Radio de 1947 en Atlantic City (Estados Unidos). La idea de asignar un número a cada banda, en la que el número es el logaritmo de la media geométrica de los límites inferior y superior de la banda en hercios, fue de B.C. Fleming-Williams, que lo sugirió en una carta al editor de la revista Wireless Engineer en 1942. (Por ejemplo, la media geométrica aproximada de la banda 7 es 10 MHz, o 107 Hz).
| Número de banda | Símbolo | Rango de frecuencias | Rango de longitud de onda† |
| --------------- | ------- | -------------------- | -------------------------- |
| 4               | VLF     | 3 a 30 kHz           | 10 a 100 km                |
| 5               | LF      | 30 a 300 kHz         | 1 a 10 km                  |
| 6               | MF      | 300 a 3000 kHz       | 100 a 1000 m               |
| 7               | HF      | 3 a 30 MHz           | 10 a 100 m                 |
| 8               | VHF     | 30 a 300 MHz         | 1 a 10 m                   |
| 9               | UHF     | 300 a 3000 MHz       | 10 a 100 cm                |
| 10              | SHF     | 3 a 30 GHz           | 1 a 10 cm                  |
| 11              | EHF     | 30 a 300 GHz         | 1 a 10 mm                  |
| 12              | THF     | 300 a 3000 GHz       | 0.1 a 1 mm                 |

† Esta columna no forma parte de la tabla en la Provisión No. 2.1 de la Regulación
| Banda     | Rango de frecuencias | Origen del nombre |
| --------- | -------------------- | --- |
| Banda HF  | 3 - 30 MHz           | High (alta) Frecuencia |
| Banda VHF | 30 - 300 MHz         | Very (Muy) High (alta) Frecuencia                                                                                                   |
| Banda UHF | 300 to 1000 MHz      | Ultra High (alta) Frecuencia |
| Banda L   | 1 - 2 GHz            | Onda Larga |
| Banda S   | 2 - 4 GHz            | Onda corta (Short en inglés) |
| Banda C   | 4 - 8 GHz            | C compromiso entre S y X |
| Banda X   | 8 - 12 GHz           | Utilizada en la Segunda Guerra Mundial para sistemas de apuntamiento militar, la X provendría de la retícula utilizada para apuntar |
| Ku band   | 12 - 18 GHz          | Kurz-under (bajo) |
| Banda K   | 18 - 27 GHz          | Del alemán Kurz (corto) |
| Banda Ka  | 27 - 40 GHz          | Kurz-above (sobre) |
| Banda V   | 40 - 75 GHz          | |
| Banda W   | 75 - 110 GHz         | W sigue a V en el alfabeto |
| Onda mm   | 110-300 GHz          | |

| Banda   | Rango de frecuencias |
| ------- | -------------------- |
| Banda A | de 0 a 0.25 GHz      |
| Banda B | de 0.25 a 0.5 GHz    |
| Banda C | de 0.5 a 1.0 GHz     |
| Banda D | de 1 a 2 GHz         |
| Banda E | de 2 a 3 GHz         |
| Banda F | de 3 a 4 GHz         |
| Banda G | de 4 a 6 GHz         |
| Banda H | de 6 a 8 GHz         |
| Banda I | de 8 a 10 GHz        |
| Banda J | de 10 a 20 GHz       |
| Banda K | de 20 a 40 GHz       |
| Banda L | de 40 a 60 GHz       |
| Banda M | de 60 a 100 GHz      |
| Banda N | de 100 a 200 GHz     |

### Bandas de frecuencias de guías de ondas
| Banda    | Rango de frecuencias |
| -------- | -------------------- |
| Banda R  | de 1.70 a 2.60 GHz   |
| Banda D  | de 2.20 a 3.30 GHz   |
| Banda S  | de 2.60 a 3.95 GHz   |
| Banda E  | de 3.30 a 4.90 GHz   |
| Banda G  | de 3.95 a 5.85 GHz   |
| Banda F  | de 4.90 a 7.05 GHz   |
| Banda C  | de 5.85 a 8.20 GHz   |
| Banda H  | de 7.05 a 10.10 GHz  |
| Banda X  | de 8.2 a 12.4 GHz    |
| Banda Ku | de 12.4 a 18.0 GHz   |
| Banda K  | de 15.0 a 26.5 GHz   |
| Banda Ka | de 26.5 a 40.0 GHz   |
| Banda Q  | de 33 a 50 GHz       |
| Banda U  | de 40 a 60 GHz       |
| Banda V  | de 50 a 75 GHz       |
| Banda W  | de 75 a 110 GHz      |
| Banda Y  | de 325 a 500 GHz     |

## Por aplicación

### Radiodifusión
Frecuencias de emisión:
- Radio AM onda larga = de 148,5 a 283,5 kilohercios (LF)
- Radio AM onda media = de 530 a 1710 kilohercios (MF)
- Radio AM onda corta = de 3 a 30 megahercios (HF)

Las designación de frecuencias para la televisión y radio FM varían según los países, consulte las frecuencias de los canales de televisión y banda de Radiodifusión FM. Dado que las frecuencias muy altas y ultraaltas son convenientes para muchos usos en las áreas urbanas, en Norteamérica algunas partes de la banda de radiodifusión de televisión, han sido reasignadas para telefonía móvil y varios sistemas de comunicaciones móviles terrestres.

### Radioafición
El rango de frecuencias permitido a los radioaficionados varía según el país y la región del territorio de ese país. Las señaladas aquí son las bandas más comunes, identificadas por su longitud de onda.
Algunas de las bandas afectadas al servicio de Radioaficionados lo son con carácter:
- exclusivo: sólo los radioaficionados pueden usarlas;
- compartido: los radioaficionados pueden compartirlas con otros usuarios, con uno de estos dos estatus:
  - compartido primario: los radioaficionados son prioritarios en su uso;
  - compartido secundario: los radioaficionados deben abstenerse de interferir a los usuarios con estatus primario.

La manera de usar las bandas de radioaficionados se encuentra en el Plan de Bandas.

### Uso libre por el público
- FRS (Estados Unidos y otros países de América)
- PMR 446 (región 1, Europa y África), no es VHF, es UHF

### Televisión
La televisión hasta tiempos recientes, principios del siglo XXI, fue analógica totalmente y su modo de llegar a los televidentes era mediante el aire con ondas de radio en las bandas de VHF y UHF. Pronto salieron las redes de cable que distribuían canales por las ciudades. Esta distribución también se realizaba con señal analógica; las redes de cable debían tener una banda asignada, más que nada para poder realizar la sintonía de los canales que llegan por el aire junto con los que llegan por cable. Su desarrollo depende de la legislación de cada país, mientras que en algunos de ellos se desarrollaron rápidamente, como en Inglaterra y Estados Unidos, en otros como España no han tenido casi importancia hasta que a finales del siglo XX la legislación permitió su instalación.

## Bandas de frecuencia destacadas
Frecuencias de radiodifusión y televisión en España:
- Radio AM OL (Onda Larga), GO (Grandes Ondes), Lw (Long wave), ДВ (Длинные Волны)= 150 kHz - 290 kHz (2000 a 1050 m).
- Radio AM OM (Onda Media, antiguamente Onda Normal), PO (Petites Ondes), MW (Medium wave), СВ (Средние Волны) = 526,5 kHz - 1606,5 kHz (MF) (576 a 186 m).
- Radio AM OC (Onda Corta), kW (Kurtzwelle), Sw (Short wave), КВ (Короткие Волны) = 3 MHz - 22 MHz, que se subdivide en las siguientes bandas:

```
    OC1: 3,2
 
MHz - 4,5
 
MHz (Banda Internacional de 94 a 67
 
m)
    OC2: 5,6
 
MHz - 6,6
 
MHz (Banda Internacional de 49
 
m)
    OC3: 7,1
 
MHz - 7,3
 
MHz (Banda Internacional de 41
 
m)
    OC4: 9,2
 
MHz - 10,2
 
MHz (Banda Internacional de 31
 
m)
    OC5: 11,4
 
MHz - 12,4
 
MHz (Banda Internacional de 25
 
m)
    OC6: 13,06
 
MHz - 14,24
 
MHz (Banda Internacional de 21
 
m)
                                (OC6 incluye banda radioafición 14
 
MHz - 14,35
 
MHz de 20
 
m)
                                (OC6 suprimida en algunos aparatos radioreceptores)      
    OC7: 14,5
 
MHz - 15,4
 
MHz (Banda Internacional de 19
 
m)
    OC8: 17
 
MHz - 18
 
MHz (Banda Internacional de 16
 
m)
    OC9: 21,45
 
MHz - 21,85
 
MHz (Banda Internacional de 13
 
m)
```

Antiguamente, en radioreceptores, la Onda Media y Onda Corta se subdividían en las siguientes bandas:
```
    Banda 1: 526,5
 
kHz - 1,6
 
MHz (Onda Media, de 570 a 185
 
m, radiodifusión)
    Banda 2: 1,75
 
MHz - 5,5
 
MHz (Onda Corta, de 171 a 54
 
m, radiodifusión y radioafición)
                                   (Banda 2 suprimida en algunos aparatos radioreceptores)
                                   (Banda 2 desde 1,6
 
MHz a 4
 
MHz también denominada Banda Pesquera o Banda 
                                  Marítima)
    Banda 3:  5,4
 
MHz - 11
 
MHz (Onda Corta, de 55 a 27
 
m, radiodifusión y radioafición)
    Banda 4: 10,8
 
MHz - 20,2
 
MHz (Onda Corta, de 27 a 15
 
m, radiodifusión y radioafición)
               5,5
 
MHz - 18
 
MHz (B3 y B4 unidas en una sola banda de 50 a 16
 
m, en algunos aparatos radioreceptores)
```

- TV Banda I (Canales 2 - 4) = 47 MHz - 68 MHz (VHF) [No se usa en la actualidad para este servicio]
- Radio FM UKW (Ultrakurzwellen), Banda II = 87,5 MHz - 108 MHz (VHF) (Dividido en canales de 320 kHz en algunas radios, desde el canal 5 al 55, desde 88 a 104 MHz, o desde el canal 5 al 62 en la banda 88 a 108 MHz).
- Radio FM Banda Aérea = 118 MHz - 136 MHz (VHF) (Canal emergencia 121,5 MHz).
- Radio Digital DAB Banda III (Canales 5 - 11) = 174 MHz - 220 MHz (VHF)
- TV Banda IV (Canales 21 - 37) = 470 MHz - 606 MHz (UHF)
- TV Banda V (Canales 38 - 60) = 606 MHz - 790 MHz (UHF)